# Margarita Levieva
Margarita Levieva, née le 9 février 1980 à Léningrad, en URSS, est une actrice américaine. Elle vit actuellement à New York.

## Enfance et formation
Margarita Vladimirovna Levieva naît à Leningrad, aujourd'hui appelé Saint-Pétersbourg, dans une famille juive. Elle entame une formation de gymnaste de compétition à l'âge de 3 ans. En gymnastique rythmique, elle poursuit un entraînement de très haut niveau pendant treize ans et remporte des compétitions en Russie, puis aux États-Unis.
C'est à l'âge de 11 ans que sa mère l'emmène vivre à New York avec son frère jumeau.
Elle étudie les sciences économiques à l'université de New York. Cependant, passionnée par le métier d'actrice, elle pose sa candidature pour entrer au Meisner Training Program, dans le prestigieux William Esper Studio. Durant sa formation de deux ans, elle tourne plusieurs films indépendants et joue dans diverses pièces de théâtre.

## Carrière
Margarita Levieva commence sa carrière au cinéma en tournant dans des courts métrages, par exemple Billy's Choice de Paul Li, ainsi que dans quelques films indépendants, notamment The Invisible de David S. Goyer, qui sort en salle en 2007.
La même année, elle joue dans le film Noise (en) de Henry Bean en 2007. En 2009 sort Toy Boy, un film où elle partage l'affiche avec Ashton Kutcher. Peu après, elle joue un petit rôle dans Adventureland : Un job d'été à éviter de Greg Mottola.
Côté télévision, elle joue dans les séries Vanished, Law and Order: Trial by Jury, How to Make It in America puis, de 2011 à 2015, dans Revenge. Margarita tourne aussi des pilotes de séries comme What's Not To Love?, N.Y. 70 et The Prince.
En février 2015, elle incarne Natalie O'Connor dans la série d'espionnage Allegiance de George Nolfi. La série s'arrête après 13 épisodes.
De 2017 à 2019, elle joue aux côtés de James Franco dans les trois saisons de la série The Deuce.
En 2005, elle a été classée dans la liste annuelle des cinquante plus belles personnes new-yorkaises par le New York Magazine.

## Filmographie

### Cinéma

#### Longs métrages
- 2007 : Salted Nuts de Christopher Beatty : Alyssa
- 2007 : David's Apartment de Paul Li : Deedee
- 2007 : The Invisible de David S. Goyer : Annie Newton
- 2009 : Adventureland : Un job d'été à éviter (Adventureland) de Greg Mottola : Lisa P.
- 2009 : Toy Boy (Spread) de David Mackenzie : Heather
- 2009 : Noise d'Henry Bean : Ekaterina Filippovna
- 2011 : La Défense Lincoln (The Lincoln Lawyer) de Brad Furman : Reggie Campo
- 2011 : The Stand Up de David Wexler : Veronica
- 2012 : For Ellen de So Yong Kim : Claire Taylor
- 2013 : Knights of Badassdom de Joe Lynch : Beth
- 2014 : Vertiges (The Loft) d'Erik Van Looy : Vicky Fry
- 2014 : Knights of Badassdom de Joe Lynch : Beth
- 2014 : Skoryy 'Moskva-Rossiya' d'Igor Voloshin : Mila
- 2015 : The Diary of a Teenage Girl de Marielle Heller : Tabatha
- 2015 : Jamais entre amis (Sleeping with Other People) de Leslye Headland : Hannah
- 2015 : James White de Josh Mond : La secrétaire
- 2017 : It Happened in L.A de Michelle Morgan : Ingrid
- 2018 : Future World de James Franco : Lei
- 2019 : Inherit the Viper d'Anthony Jerjen : Josie Conley

#### Courts métrages
- 2004 : Billy's Choice de Paul Li : Julie Romano
- 2013 : Sweating in the Night de D.W. Young : Diane
- 2015 : Boys I Used to Babysit de Leah Rachel : Alice
- 2016 : Julianne de Braden Friedman : Julianne

### Télévision

#### Séries télévisées
- 2005 : New York, cour de justice (Law and Order: Trial by Jury) : Stephanie Davis
- 2006 : Vanished : Marcy Collins
- 2009 : Kings : Claudia
- 2010 - 2011 : How to Make It in America : Julie
- 2011 - 2015 : Revenge : Amanda Clarke
- 2013 - 2016 : Blacklist (The Blacklist) : Gina Zanetakos
- 2015 : Allegiance : Natalie O'Connor
- 2016 - 2017 : Ours pour un et un pour t'ours (We Bare Bears) : Yana (voix)
- 2017 - 2019 : The Deuce : Abigail "Abby" Parker
- 2022 : Litvinenko : Marina Litvinenko
- 2022 : In From the Cold (en) : Jenny Franklin
- 2024 : The Acolyte : Mère Koril
- 2025 : Daredevil: Born Again : Heather Glenn

## Voix francophones
En France
| - Ingrid Donnadieu dans (les séries télévisées) : - Revenge - Au service du passé (en) - Daredevil: Born Again - Karine Foviau dans : - Vanished (série télévisée) - The Diary of a Teenage Girl - Sandra Valentin dans : - The Invisible - Adventureland : Un job d'été à éviter - Gaëlle Savary dans (les séries télévisées) : - How to Make It in America - The Acolyte | - Anne Tilloy dans : - The Deuce (série télévisée) - Future World Et aussi - Alexandra Ansidei dans Toy Boy - Sandrine Molaro dans La Défense Lincoln - Barbara Delsol dans Blacklist (série télévisée) - Célia Asensio dans Jamais entre amis - Céline Melloul dans Allegiance (série télévisée) - Alexia Lunel dans Meurtre au Polonium - L'Affaire Litvinenko (mini-série) |